# Storstad (Schiff, 1911)
Die Storstad war ein norwegischer Kohlefrachter, der am 29. Mai 1914 im Sankt-Lorenz-Strom mit dem kanadischen Passagierschiff Empress of Ireland kollidierte. Beim dadurch verursachten Untergang der Empress of Ireland kamen mehr als tausend Menschen ums Leben.

## Das Schiff
Die Storstad lief am 4. Oktober 1910 bei der Werft Armstrong-Whitworth in Low Walker am Tyne mit der Baunummer 824 vom Stapel und wurde im Januar 1911 an die Reederei A/S Maritim (A. F. Klaveness & Co.) in Kristiania in Norwegen abgeliefert. Das Dampfschiff war 134,1 m lang und 17,7 m breit, hatte 7,5 m Tiefgang und war mit 6.028 BRT vermessen.

## Die Katastrophe

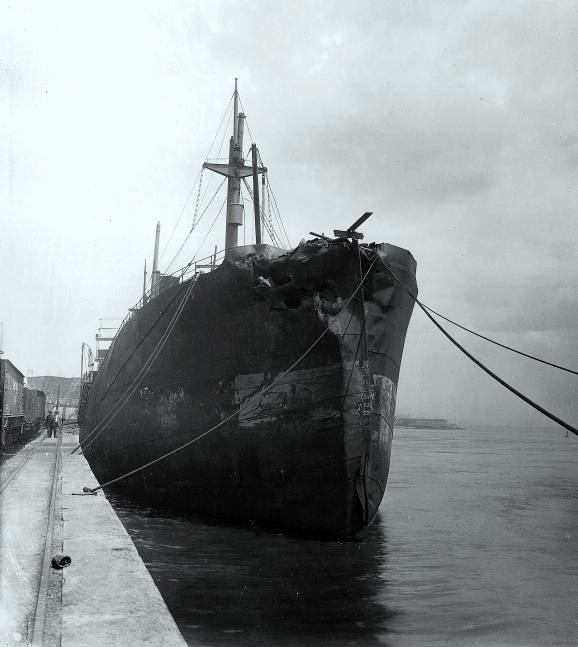
Der eingedrückte Bug der Storstad

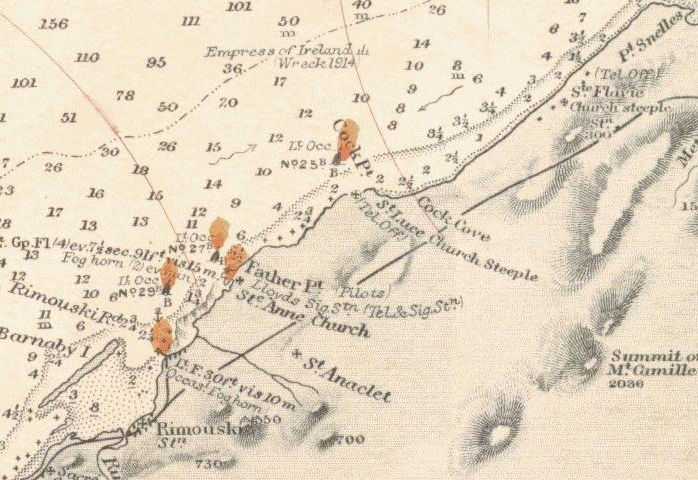
Position des Wracks der Empress of Ireland (siehe Text Mitte oberer Bildrand „Empress of Ireland als Wrack“)

Die Storstad, unter Kapitän Thomas Andersen, war mit Kohle beladen auf dem Weg nach Quebec, als sie in den frühen Morgenstunden am 29. Mai 1914 im Sankt-Lorenz-Strom in eine dichte Nebelbank geriet. Gegen zwei Uhr nachts rammte sie das kanadische Passagierschiff Empress of Ireland nordöstlich der Stadt Rimouski. Während die Empress of Ireland innerhalb von vierzehn Minuten auf der Position 48° 36′ 0″ N, 68° 24′ 36″ W sank, wurde die Storstad zwar beschädigt, blieb aber schwimmfähig. Nachdem feststand, dass das eigene Schiff nicht in Gefahr war, ließ die Besatzung die Boote zu Wasser und nahm Überlebende der Empress of Ireland auf. Bei dem Unglück kamen 1.012 Menschen ums Leben; 465 wurden gerettet.
Unter den Geretteten befand sich Kapitän Kendall, der auf dieser Fahrt das Kommando der Empress of Ireland innehatte. Kendall hatte 1910 als Kapitän der Montrose den Mörder Hawley Crippen erkannt und eine telegraphische Meldung abgesetzt, woraufhin Crippen verhaftet werden konnte.
Das Unglück wurde seinerzeit mit dem der Titanic verglichen.
Eine spätere Untersuchung gab der Besatzung der Storstad die Schuld an der Katastrophe, da Alfred Toftenes, der Erste Offizier, den Kurs änderte und auch den Kapitän über den Nebel nicht informierte. Eine weitere Untersuchung durch norwegische Behörden kam hingegen zu dem Ergebnis, dass der Kapitän der Empress of Ireland für das Unglück verantwortlich sei, da er sein Schiff stoppte. Hätte er dies nicht getan, wären beide Schiffe problemlos aneinander vorbeigefahren.
Die Storstad fuhr nach dem Unglück weiter nach Quebec und wurde dort zunächst von den Behörden beschlagnahmt, später aber vom Vorbesitzer zurückgekauft und repariert.

## Schadenersatzklage
Eigner der Empress of Ireland war die Canadian Pacific Railway (CPR). Am 18. Februar 1915 begann in Montreal ein Prozess, in dem die CPR den Eigner der Storstad auf Schadensersatz verklagte. Am 30. April wurde der Klage stattgegeben und als Schadenersatz eine Summe in Millionenhöhe festgelegt. Die CPR erhielt jedoch zunächst nur 175.000 US-Dollar (entspricht heute ungefähr 5.600.000 US-Dollar) aus dem Verkauf der Storstad.

## Versenkung
Im Ersten Weltkrieg wurde die Storstad am 8. März 1917, mit einer Ladung Mais auf der Fahrt von Buenos Aires nach Rotterdam, von dem deutschen U-Boot U 62 (Kapitänleutnant Ernst Hashagen) auf der Position 51° 20′ N, 11° 50′ W 45 Seemeilen südwestlich von Fastnet Rock vor der irischen Küste torpediert und versenkt. Drei Mann der Besatzung kamen dabei ums Leben.